# Я ночной хулиган
Я ночной хулиган (укр. Я нічний хуліган) — перший дебютний студійний альбом співака Діми Білана, який записаний і випущений 2003 року під лейблом «Gala Records» і спродюсований продюсером Юрієм Айзеншпісом.

## Історія
Альбом вийшов 2003 року на CD-дисках і компакт-касетах, в ньому в його ремиксі на його пісню Діми Білана «Я так кохаю тебе» спільно з Денисом Ковальським в аранжуванні працював соліст і композитор гурту «Гости из будущего» Юрій Усачов, також в інших піснях працювали Ігор Крутой і Олександр Шаганов.
В кліпі на оригінал пісні «Я так кохаю тебе» знялася донька Ігоря Крутого, а його зйомка теж 2003 року, як і альбом з цією піснею.

## Трек-ліст
Музика
- Денис Ковальський (1, 4—5, 10, 16)
- Юрій Усачов (16)
- Володимир Семенов (2)
- Ігор Крутой (8)
- Ілля Зудін (3)
- Лара Д'Еліа (13)
- Дмитро Білоносов (6)
- Віктор Гуревич (7, 12)
- Сергій Низовцев (9)
- Діма Білан (11)
- Ілля Брилін (14)
- Олег Каледін (15)

Слова
- Денис Ковальський (1, 4, 10, 16)
- Рашид Кіямов (5)
- Ілля Зудін (3)
- Дмитро Білоносов (6)
- Лара Д'Еліа (7, 9, 13)
- Олександр Шаганов (8, 15)
- Діма Білан (11)
- Ольга Купаніна (12)
- Ольга Фокіна (2)

| Номер | Назва пісні              | Музика і слова                               | Рік  |
| ----- | ------------------------ | -------------------------------------------- | ---- |
| 1     | Я ночной хулиган         | Денис Ковальский                             | 2003 |
| 2     | Звездочка моя ясная      | Владимир Семенов и Ольга Фокина              | 2003 |
| 3     | Малыш                    | Илья Зудин                                   | 2003 |
| 4     | Я так люблю тебя         | Денис Ковальский                             | 2003 |
| 5     | SMS                      | Денис Ковальский и Рашид Касимов             | 2003 |
| 6     | Girlfriend               | Дмитрий Белоносов                            | 2003 |
| 7     | Я ошибся, я попал        | Виктор Гуревич и Лара Д'Элиа                 | 2003 |
| 8     | Июньский дождь           | Игорь Крутой и Александр Шаганов             | 2003 |
| 9     | Дорогая                  | Лара Д'Элиа                                  | 2003 |
| 10    | Бум                      | Денис Ковальский                             | 2003 |
| 11    | Полная луна              | Дима Билан                                   | 2003 |
| 12    | Ты всегда была такой     | Виктор Гуревич и Ольга Кулакова              | 2003 |
| 13    | Капелька крови           | Лара Д'Элиа                                  | 2003 |
| 14    | Я жду тебя               | Илья Брылин                                  | 2003 |
| 15    | Ты, только ты            | Олег Колодин и Александр Шаганов             | 2003 |
| 16    | Я так люблю тебя (remix) | Денис Ковальский и Юрий Усачев (аранжировка) | 2003 |

## Відеографія
| Назва кліпу      | Режисер         | Рік  |
| ---------------- | --------------- | ---- |
| Я ночной хулиган | Сергій Блєднов  | 2003 |
| Я так люблю тебя | Георгій Тоїдзе  | 2003 |
| Бум              | Федор Бондарчук | 2003 |
| Ты, только ты    | Федор Бондарчук | 2003 |

## Перевидання
Альбом перевидався 2004 року, в ньому ввійшли нові пісні:
1. Бессердечная
2. В последний раз
3. Остановите музыку
4. Тёмная ночь

## Запис і виробництво
Запис і сведення: Павло Воротников (1-3,6-9,11-14,16-19), Дмитро Ликов (4, 5, 10, 15); студія «Star Productions» Мастерінг: Юрій Богданов, «Magic Mastering Studio»